# Semiotica della cultura
La semiotica della cultura è un campo di ricerca  che descrive la cultura da una prospettiva semiotica, nonché quale tipo di attività simbolica umana, quale creazione di segni e quale mezzo per illustrare in che modo le cose acquisiscono un senso.
Intendendo «cultura» come sistema di segni dotati di senso, questo campo di studio analizza i simboli categorizzandoli in classi entro un sistema gerarchico   (col postmodernismo, tale categorizzazione diverrà più complessa).
Campo di ricerca di loro particolare interesse, linguisti e semiotici della Scuola semiotica di Tartu-Mosca reputano la cultura un sistema semiotico gerarchico imperniato su una serie di funzioni a esso correlate, e di codici linguistici usati da gruppi sociali per mantenere la coerenza. E poiché tali codici sono ritenuti sovrastrutture basate sul linguaggio naturale, risulta fondamentale la capacità umana di simbolizzazione.
Questo filone di ricerche ha trovato terreno fertile anche in Giappone, ove è in auge l'idea che cultura e natura non vadano messe in contrasto, o piuttosto debbano essere armonizzate.